# Good Time (píseň, Owl City a Carly Rae Jepsenová)
„Good Time“ je píseň od americké synthpopové skupiny Owl City a kanadské zpěvačky Carly Rae Jepsenové. Skladba, která se také nachází na albu Owl City The Midsummer Station a rovněž albu Carly Rae Jepsenové Kiss, byla vydána jako vedoucí singl 26. června 2012 v podobě CD singlu i singlu ke stažení z internetu. Dne 6. listopadu vyšlo také EP, které obsahuje čtyři remixy skladby Good Time, z nichž jeden je dílem Adama Younga z Owl City.
Píseň se stala celosvětovým hitem a po úspěchu Fireflies z alba Ocean Eyes z roku 2009 se tak Owl City vrátilo na světové hudební žebříčky. Byla na první příčce v Kanadě, Novém Zélandu a Jižní Koreji a umístila se v první desítce v USA, UK, Japonsku, Nizozemí a dalších zemích. Kritici skladbu hodnotili veskrze kladně a nazývali ji „hymnou léta“.

## Seznam skladeb
| Good Time - Single | Good Time - Single | Good Time - Single |
| Pořadí             | Název              | Délka              |
| ------------------ | ------------------ | ------------------ |
| 1.                 | Good Time          | 3:25               |

| Good Time - CD Single | Good Time - CD Single        | Good Time - CD Single |
| Pořadí                | Název                        | Délka                 |
| --------------------- | ---------------------------- | --------------------- |
| 1.                    | Good Time                    | 3:25                  |
| 2.                    | Good Time (Adam Young Remix) | 3:10                  |

| Good Time (Remixes) - EP | Good Time (Remixes) - EP     | Good Time (Remixes) - EP |
| Pořadí                   | Název                        | Délka                    |
| ------------------------ | ---------------------------- | ------------------------ |
| 1.                       | Good Time (Fred Falke Remix) | 6:07                     |
| 2.                       | Good Time (Adam Young Remix) | 3:10                     |
| 3.                       | Good Time (Wideboys Remix)   | 5:30                     |
| 4.                       | Good Time (Lenno Remix)      | 4:56                     |

## Okolnosti vzniku
14. června 2012 Adam Young prostřednictvím Twitteru oznámil, že bude spolupracovat s Carly Rae Jepsenovou na nové písni a že ona skladba bude vydána 26. června 2012. O pár dní později 20. června vydal singl „Good Time“ prostřednictvím svého účtu na SoundCloud. Na iTunes byla píseň dostupná 26. června 2012. V roce 2013 vznikla i akustická verze písně, která se stala součástí akustického EP The Midsummer Station Acoustic.
Jakmile Adam napsal „Good Time“, hledal nějakou zpěvačku, která by jej doprovodila, a jelikož se Adamův manažer Steve Bursky a manažer Carly Scooter Braun znali již od dětství, tak se vzájemné spolupráci dohodli, Adam napsal Carly e-mail: „Jmenuju se Adam, vytvářím hudbu pod jménem Owl City, toto je, co dělám - tady je skladba nazvaná ‚Good Time‘ a byla by pro mě čest, kdybys na ní zpívala, pokud bys chtěla.“ A ona mu odpověděla: „Jasně! Jsem velký fanoušek toho, co děláš. Párkrát jsi hrál ve Vancouveru a já jsem byla na tvých vystoupeních.“ Carly ke skladbě neměla žádné připomínky, nahrála svou část a poslala mu ji opět přes e-mail. Celá komunikace a tvorba písně probíhala online a Adam a Carly se poprvé viděli až při natáčení videoklipu. Carly řekla, že první, co si o Adamovi pomyslela, když ho osobně uviděla, bylo, že je vyšší než se zdá. Na skladbě se také podílel sbor Minneapolis Youth Chorus, který se sešel s Adamem při nahrávání v půli března v Minneapolis.
„Good Time“ byla napsána v létě v roce 2011. Adam pro MTV řekl, že chtěl napsat píseň, kterou by každý mohl na své životní cestě zpívat. „Cítím, že každý umělec by neodmyslitelně měl věnovat jednu píseň tomu, jak se má v životě dobře, a já jsem si před půl rokem uvědomil, že žádnou takovou jsem zatím nesložil. Tak jsem si pomyslel: ‚Sednu si a zkusím to‘...“

## Videoklip
Video bylo režírováno Declan Whitebloom, bylo natočeno z kraje července 2012 a mělo premiéru na Vevo. Adam odkaz sdílel na Twitteru 24. července 2012. Většina záběrů bylo z Silvermine Picnic Area v Harriman State Parku.
Videoklip začíná tím, že Carly čeká u svého Fiat 500 na své kamarády, kteří vycházejí z domu a přidávají se k ní. Poté odjíždějí pryč z New York City. Zde se záběry Carly začínají prolínat se záběry Adama s jeho vlastní skupinkou v Mercury Cougar, který jede lesní cestou. Nakonec se sejdou u chaty a začnou popíjet ledovou tříšť. Poté se objevují scény, kdy Carly zpívá při chůzi lesní stezkou, kterou jde spolu se skupinkou ostatních, a Adam zase stojí a zpívá u jezera. Po setmění začnou tancovat kolem táborového ohně. Video končí záběry tančící skupiny a jejich slavením až do noci.
Chronologie videoklipů: 2. 7. 2012 lyric video, 3.7. 2012 audio video, 24. 7. 2012 oficiální video

## Good Time živě
Owl City a Carly Rae Jepsenová představili „Good Time“ živě při soutěži America's Got Talent Wild Card results 22. srpna 2012 a následující den v Today. V New Yorku se představili 25. srpna během Arthur Ashe Kids' Day, což byla událost, která otvírala U.S. Open. Jepsenová předvedla „Good Time“ za doprovodu Codyho Simpsona během Believe Tour. Při vystoupeních Owl City je Carly nahrazována Breanne Duren.

## Další varianty
„Good Time“ se stala natolik známou a oblíbenou, že z ní vznikla řada coverů a remixů, ať už přímo od Adama Younga, nebo dalších významných umělců jako Fred Falke, Wideboys, Alex Goot,…
13. prosince 2012 Adam na svém blogu zveřejňuje původní demo písně. Také se objevuje v akustické verzi na EP The Midsummer Station Acoustic. Také existuje instrumentální verze a acapella.
26. září 2014 bylo na YouTube kanálu japonské zpěvačky MACO zveřejněno video, kde spolu s Adamem zpívá „Good Time“ jen za doprovodu kláves, na které hraje Breanne Duren.

## Tvorba
Vokály:
- Owl City – nahráno ve Sky Harbor Studios, Owatonna, Minnesota, USA
- Carly Rae Jepsenová – nahráno ve Signalpath Studios, Almonte, Ontario, Kanada
- Minneapolis Youth Chorus – nahráno v The Terrarium, Minneapolis, Minnesota, USA

Tvůrci:
- Adam Young – vokály, skladatel, producent, nahrávky, instrumenty, nahrávky vokálů Minneapolis Youth Chorus
- Matthew Thiessen – text, doprovodný zpěv
- Brian Lee – text
- Ted Jensen – mastering
- Robert Orton – mixing
- Minneapolis Youth Chorus – doprovodný zpěv
- Ryan Stewart – produkce vokálů Carly Rae Jepsenové
- Ken Friesen – nahrávky vokálů Carly Rae Jepsenové

## Kritika
Billboard píseň hodnotil: „Je naprosto rozumné, že k písni přizval Jepsenovou, aby se po zbytek léta stal rádiovým hitem.“
Entertainment Weekly zase komentují: „ ‚Good Time‘ sklouzne snadněji než ledová margarita v tiki baru na pláži.“

## Obžaloba z plagiátorství
V říjnu 2012 nařkla ne moc známá zpěvačka a skladatelka Allyson Nichole Burnett z Alabamy Adama Younga Carly Rae Jepsenovou a vydavatelství BMI, kterému náleží autorská práva na „Good Time“, že neoprávněně použili část její písně „Ah, It's a Love Song“. „Během soudního procesu zpěvačka také prohlásila, že jí tato záležitost způsobila emoční i psychickou újmu, neboť příznivci ‚Good Time‘ se neobtěžovali zjistit datum vydání songů a obvinili ji z toho, že nápadný popěvek ‚oh-oh-oh‘ si ze slavnější písně půjčila pro svou skladbu ona. Kalifornský soud dal Burnett za pravdu a uznal, že jsou si písně nápadně podobné. Vydavatelství BMI teď za plagiátorství musí žalující straně vyplatit 804 156 dolarů, v přepočtu 15 milionů korun.“ V červnu 2014 byl případ uzavřen s tím, že song je původní, originální dílo, peníze byly vráceny a Adam Young obdržel jako náhradu 525 901,77 dolarů.

## Ocenění
| Země           | Ocenění    | Prodeje   |
| -------------- | ---------- | --------- |
| Austrálie      | 4× platina | 280 000   |
| Belgie         | zlato      | 15 000    |
| Německo        | zlato      | 150 000   |
| Itálie         | zlato      | 15 000    |
| Japonsko       | platina    | 250 000   |
| Nový Zéland    | 2× platina | 30 000    |
| Velká Británie | stříbro    | 200 000   |
| USA            | 2× platina | 2 249 000 |